# Río Chirripó Norte
El río Chirripó es un río ubicado en Costa Rica, entre las provincias de Heredia y Limón, perteneciente a la sub-vertiente norte de la Vertiente del Caribe costarricense. No debe confundirse con el río Chirripó Duchí, que nace en la provincia de Cartago y también pertenece a la vertiente caribeña, y con el río Chirripó Pacífico que desemboca en el océano Pacífico. El río Chirripó es, entre los ríos más importantes de la región atlántica de Costa Rica, el único que no desemboca directamente en el mar Caribe, sino que lo hace en el río Colorado.
El Chirripó se forma por la unión de los ríos Patria y Sucio y también las aguas del río General en el cantón de Sarapiquí, dentro del parque nacional Braulio Carrillo, a los pies de la Cordillera Volcánica Central, luego recorre de sur a norte las llanuras de Sarapiquí por 96 km, hasta confluir con el río Colorado, un brazo del río San Juan, que a su vez desemboca en el Mar Caribe. Sus principales afluentes son los ríos Corinto, Costa Rica, Blanco y Toro Amarillo. El Chirripó Norte presenta un caudal medio de 65,7 m³/s. Su cauce constituye límite natural entre los cantones de Sarapiquí en Heredia y Pococí en Limón, los cuales a su vez se unen por un puente ferroviario de 460 metros de largo, el más largo de Centroamérica, que cruza el río a la altura de San Cristóbal de Río Frío.
Al igual que otros ríos que descienden de la Cordillera Volcánica Central, el brusco cambio de pendiente que se produce al descender de la cordillera hacia las planicies produce una gran sedimentación que obstruye el cauce del Chirripó, lo que lo hace propenso a inundaciones y abanicos aluviales, y la formación de meandros y lagunas como la laguna Garza, que se halla en el curso del río Chirripó. 
Históricamente, se destacan dos grandes inundaciones del río Chirripó Norte, ocurridas en 1970 y 1996, las cuales provocaron importantes pérdidas materiales en los pueblos afectados, además de dejarlos incomunicados durante varios días. En la inundación de 1996, el río socavó las bases del puente ferroviario, dañando seriamente su infraestructura.
La cuenca del río Chirripó, llamada también cuenca Chirripó-Colorado, presenta un área de 1638 km² y es la cuenca más importante que irriga el norte de la Región Huetar Atlántica de Costa Rica. Esta región, que corresponde en su totalidad a la provincia de Limón, produce la gran mayoría del banano, principal producto agrícola de exportación del país.